# Vehicle-to-grid
Vehicle to Grid (forkortes til V2G; "Køretøj til Net") beskriver et system hvor plug-in elektriske køretøjer (PEV) såsom batterielbiler (BEV), plug-in hybrider (PHEV) eller hydrogen brændselscelle elbiler (FCEV) - kommunikerer med elforsyningsnettet for at sælge demand response
services ved enten at sende elektriciteten fra ellageret ud i elnettet eller ved at drosle ladningshastigheden ned.
V2G lagringsmulighederne kan gøre, at elbiler lagrer og afleverer elektricitet genereret fra vedvarende energikilder såsom solenergi og vindenergi, med output som fluktuerer afhængig af vejret og tiden på døgnet. Siden 2016 har Frederiksberg Forsyning haft 10 el-varevogne koblet til elnettet i 17 timer om dagen, og som medvirker til at balancere det lokale elnet.